# Cathérine Vicat
Cathérine Elisabeth Vicat (geb. de Curtas; * 1712 in Lausanne; † 3. Mai 1772 ebenda) war eine Schweizer Naturforscherin. Sie lieferte in den 1760er Jahren entscheidende Beiträge zur Entwicklung der modernen Imkerei. Als eine der wenigen Imkerinnen der Aufklärung hinterliess sie schriftliche Aufzeichnungen – durch ihre Artikel und ihre Korrespondenzen, aber auch dadurch, dass ihre Arbeit in zahlreichen Publikationen des ausgehenden 18. und des beginnenden 19. Jahrhunderts zitiert wurde.

## Leben

### Herkunft und Privatleben
Cathérine Vicats Leben fällt in die Zeit der mehr als zweihundert Jahre währenden (1536–1798) Besatzung der Waadt durch die Stadt Bern. Die Waadt war damals als Landesteil Welschbern bekannt – im Gegensatz zu Deutschbern, das sich aus den Landesteilen im Kanton Bern und Kanton Aargau zusammensetzte. Catherine Vicats Vater Jean-Pierre de Curtas arbeitete als Notar und war Statthalter von Montheron, einem Weiler einige Kilometer nördlich von Lausanne am Genfersee. Sie heiratete 1741 Béat-Philippe Vicat (1715–1770), der im selben Jahr Professor für Rechtswissenschaft an der Académie de Lausanne wurde und diesen Lehrstuhl bis zu seinem Tod innehatte. Zeitweilig amtierte er auch als Rektor der Académie. Das Paar bewohnte in Lausanne ein Haus mit eigenem Garten und verkehrte in den bildungsbürgerlichen, gehobenen Kreisen der städtischen Gesellschaft. Der gemeinsame Sohn Philippe-Rodolphe (1742–1783) wurde später Arzt in Lausanne und Payerne und arbeitete mehrere Jahre als wissenschaftlicher Helfer, Kopist und Registerersteller für den Universalgelehrten Albrecht von Haller.

### Forschung zur Imkerei
Am 9. Juni 1761 erwarb Cathérine Vicat einen ersten Bienenstock in einem Strohkorb, den sie in ihrem Garten aufstellte. In den folgenden Jahren legte sie sich weitere Bienenvölker zu. Sie begann, diese eingehend zu studieren, führte Experimente durch und beschäftigte sich mit der besseren Konstruktion der Beuten. Vicats Herangehensweise war dabei nach damaligen Massstäben streng wissenschaftlich: Neben den Bienenstöcken in ihrem Garten liess sie ein Bienenhaus in Aigle, südöstlich des Genfersees, errichten. Sie führte streng Notizen über ihre Beobachtungen und Experimente. In den Zeiten, in denen sie nicht selbst vor Ort sein konnte, beauftragte sie einen Jungbauern mit der Beobachtung. Für die bauliche Ausführung der Beuten zog sie einen Zimmermann hinzu und sie stand zum Erfahrungsaustausch in regelmässigen Diskussionen mit anderen Imkern in der Region Lausanne.
Ihre Ergebnisse publizierte Vicat 1764 und 1769 in Form dreier Artikel in den Abhandlungen der Ökonomischen Gesellschaft Bern (OGG). Die entsprechenden Texte liess sie durch den Pfarrer Jacques Antoine Henri Deleuze – der als Sekretär der OGG-Zweiggesellschaft Lausanne amtierte – in das etwa 80 Kilometer Luftlinie entfernte Bern senden. In ihren Forschungen stützte sie sich vor allem auf den fünften Band von René-Antoine Ferchault de Réaumurs Mémoires pour servir à l’histoire naturelle des insectes, den sie häufig zitierte, sowie auf die Arbeiten von Guillaume Louis Formanoir de Palteau (1712–1785) und Giacomo Filippo Maraldi.
Vicat gilt als Pionierin der Magazinwirtschaft. Obwohl diese bereits 1677 durch den Engländer John Gedde (1647–1697) entwickelt worden war, trugen erst Vicats Verbesserungen Mitte des 18. Jahrhunderts dazu bei, dass diese Methode die Aufmerksamkeit mitteleuropäischer, vor allem deutscher Bienenzüchter auf sich zog. Sie entwickelte horizontal ausziehbare Bienenstöcke, die in den Sommermonaten seitlich erweitert werden konnten. Zudem platzierte sie die Bienenkörbe auf hölzernen Gestellen mit seitlicher Flugöffnung, wobei ein einzelnes Modul mit zwei Querrippen jeweils 28 × 13 Zentimeter mass. Zwecks besserer Beobachtung der Schwärme liess sie Bienenstöcke darüber hinaus teilweise verglasen. Hinsichtlich der Konstruktion der Beuten experimentierte Vicat mit unterschiedlichen Hölzern. Sie bevorzugte weichere und somit wärmere Holzarten, um den Bienen eine Überwinterung zu erleichtern. Als Ergebnis ihrer Untersuchungen nutze sie daher Tannen- statt Eichenholz.
Ferner befasste sich Vicat intensiv mit Schädlingen des Bienenstocks – beispielsweise Läusen und Grossen Wachsmotten – und mit ihrer Bekämpfung. So empfahl sie als wirksames Mittel gegen Läusebefall das Bestreuen der Bienen mit feiner Asche marokkanischen Tabaks. Gleichzeitig experimentierte sie auch mit unterschiedlichen Konstruktionsweisen der Bienenstöcke, um einen Schädlingsbefall von vornherein zu verhindern.

### Weitere Forschungen
Vicat beschäftigte sich abseits der Bienen mit diversen anderen agrarwissenschaftlichen Themen. So berichtete sie beispielsweise im Juli 1763 der OGG von ihrer Entdeckung einer Sandgrube mit qualitativ besonders hochwertiger terre à foulon – einer Art smektitreichen Tones.
Im Sommer 1764 unterbreitete sie der Gesellschaft Vorschläge zur effizienteren Gewinnung von Leinen und Werg und 1765 übersandte sie der Gesellschaft Wurzeln zweier chinesischer Nutzpflanzen (Cien Hoa und Betone) zur weiteren Begutachtung. Ferner interessierte sie sich für die Seidenraupenzucht, für die Fortpflanzung von Tauben sowie für die Ontogenese des Haushuhnes. Hinsichtlich Fragen zur Befruchtung und Bebrütung von Hühnereiern und zur Ausbildung des Herzens stand sie in Korrespondenz mit Albrecht von Haller.

## Anerkennung
Obschon sie als naturforschende Frau zur damaligen Zeit eine Ausnahme bildete, erfreute sich Vicat grosser Anerkennung. Sie vermochte, ein enges Netz wissenschaftlicher Kontakte sowohl im In- als auch im Ausland zu knüpfen und die männlichen Kollegen lobten ihre Experimente, Untersuchungsergebnisse und Schlussfolgerungen. Der ihr entgegengebrachte wissenschaftliche Respekt zeigt sich auch an ihren Mitgliedschaften und Ehrenmitgliedschaften in mehreren internationalen Gelehrtengesellschaften.
Überschwänglich begeistert zeigte sich beispielsweise der britische Imker Thomas Wildman (1734–1781) aus Plymouth. In seiner 1768 erschienenen Abhandlung A treatise on the management of bees charakterisierte er Vicat zunächst als «sehr scharfsinnige Dame» (en.: very ingenious lady) und merkte im weiteren Verlaufe des Textes an, sie sei «bereits so verdientermassen gelobt» (en.: already so justly commended) worden. Darüber hinaus notierte er:

«Keine Person verdient in diesem Artikel grössere Belobigung, als ihr gebührt. Ich bin sehr froh, in unseren Bemühungen, das Leben dieser fleissigen Insekten zu schützen, solch scharfsinnige Kollegen zu haben wie diese Dame […]; und ich bin nicht wenig stolz auf die Ähnlichkeit unserer Ansichten und der Methoden, die wir anwenden.»

„No person deserves greater commendation in this article than is due to her. I am very happy in having such ingenious fellow-labourers, as this lady […], in our attempts to save the lives of these industrious insects; and not a little proud of the familiarity in our views, and of the means we make use of.“

Ähnliche Formulierungen finden sich in einem 1769 publizierten britischen Landwirtschaftslexikon, in dem Vicat ebenfalls als «sehr scharfsinnige Dame» mit «sehr einsichtsvollen Beobachtungen» (en.: very ingenious lady […] very judicious observations) bezeichnet wird. Der deutsche Pfarrer Adam Gottlob Schirach (1724–1773) – in seinen späteren Lebensjahren bekannt geworden als «sächsischer Bienenvater» – erwähnte 1771 in einem Brief «die einfallsreiche und gelehrte Frau Vicat, die schon so berühmt ist für die hervorragende Arbeit über Bienen» (frz.: l’ingénieuse et savante Mme Vicat déjà si célèbre par l’exellente mémoire sur les abeilles). Vicats Landsmann Jonas de Gélieu (1740–1827), der als Pastor in Lignières im Kanton Neuenburg wirkte, stellte 1770 fest, dass sie «eine ausnehmende Stelle unter den schweizerischen Naturkündigern verdienet».
Abgesehen von de Gélieus Bemerkung ist aber teilweise unklar, inwiefern Vicats Leistungen auch im eigenen Land, speziell seitens des in derselben Region tätigen Bienenforschers François Huber (1750–1831), Beachtung und Anerkennung fanden. In einer Publikation der Landesimkervereine Nordwürttemberg, Nordbaden, Südwürttemberg, Südbaden und Rheinland-Pfalz aus dem Jahr 1958 wird erwähnt, dass Huber «erste Anregungen zur Beschäftigung mit Bienendingen aus den Schriften der Madame Vicat» erhielt. Dagegen steht die Aussage der Historikerin Barbara Braun-Bucher, die 2009 zu dem Schluss kam, dass Huber «noch 1791» Vicats Arbeiten «vollständig unbekannt» gewesen seien.

## Mitgliedschaften
- Churfürstlich-sächsisch physikalisch-ökonomische Bienengesellschaft in Oberlausitz – Ehrenmitglied 1767[16] und auf Vorschlag von Niklaus Emanuel Tscharner im Juli 1769 als ordentliches Mitglied aufgenommen «wegen ihrer Arbeiten über die Vermehrung der Bienenschwärme».[17]
- Royal Dublin Society[5]
- Ökonomische Gesellschaft Biel[5]
- Ökonomische Gesellschaft Bern – Mitglied der Zweiggesellschaft Lausanne und 1764 Ehrenmitglied der Muttergesellschaft

## Publikationen
- Cathérine Elisabeth Vicat: Observations sur les abeilles, les fausses teignes, et les poux. In: Mémoires et observations recueillies par la Société œconomique de Berne. 1764, Bd. 1, S. 93–146.
  - Anmerkungen über die Bienen, falschen Motten und Läuse. In: Abhandlungen und Beobachtungen durch die oekonomische Gesellschaft zu Bern gesammelt. 1764, Bd. 1, S. 79–126.
- Cathérine Elisabeth Vicat: Observations sur les mauvais effets du miel grené et sur les fausses teignes. In: Mémoires et observations recueillies par la Société œconomique de Berne. 1764, Bd. 4, S. 109–137.
  - Anmerkungen über die bösen Wirkungen des gekörnten Honigs, und über die falschen Motten. In: Abhandlungen und Beobachtungen durch die oekonomische Gesellschaft zu Bern gesammelt. 1764, Bd. 4, S. 99–118.
- Cathérine Elisabeth Vicat: Expériences sur un nouveau moyen de multiplier les abeilles. In: Mémoires et observations recueillies par la Société œconomique de Berne. 1769, Bd. 2, Seiten 81–94. (trad. all. 1771)
  - Versuche eines neuen Mittels zu Vermehrung der Bienen-Schwärme. In: Abhandlungen und Beobachtungen durch die oekonomische Gesellschaft zu Bern gesammelt. 1769, Bd. 2, S. 93–108.